# Steve Backley
Steve Backley (Sidcup, Inglaterra, 12 de febrero de 1969) es un exatleta británico que se especializó en el lanzamiento de jabalina. Ostentó el récord mundial de la prueba en dos ocasiones: la primera vez en 1990 con una marca 89,58 m, y en 1992 con un lanzamiento de 91,46 m.
Su palmarés incluye dos medallas de plata en los Juegos Olímpicos de Atlanta 1996 y Sídney 2000, y una medalla de bronce en Barcelona 1992. Asimismo, en campeonatos mundiales obtuvo dos medallas de plata en Gotemburgo 1995 y Atenas 1997; en campeonatos europeos logró cuatro medallas de oro en 1990, 1994, 1998 y 2002. En los Juegos de la Mancomunidad se adjudicó tres medallas de oro en 1990, 1994 y 2002, y una medalla de plata en 1998. En 1990 fue elegido como el Atleta del año de la IAAF, junto a la jamaicana Merlene Ottey.
Backley ha publicado dos libros: The Winning Mind (1996) y The Champion in All of us (2012).